# Apostolepis goiasensis
Apostolepis goiasensis là một loài rắn trong họ Colubridae. Loài này được Prado mô tả khoa học đầu tiên năm 1942.